# Habrovec virginský

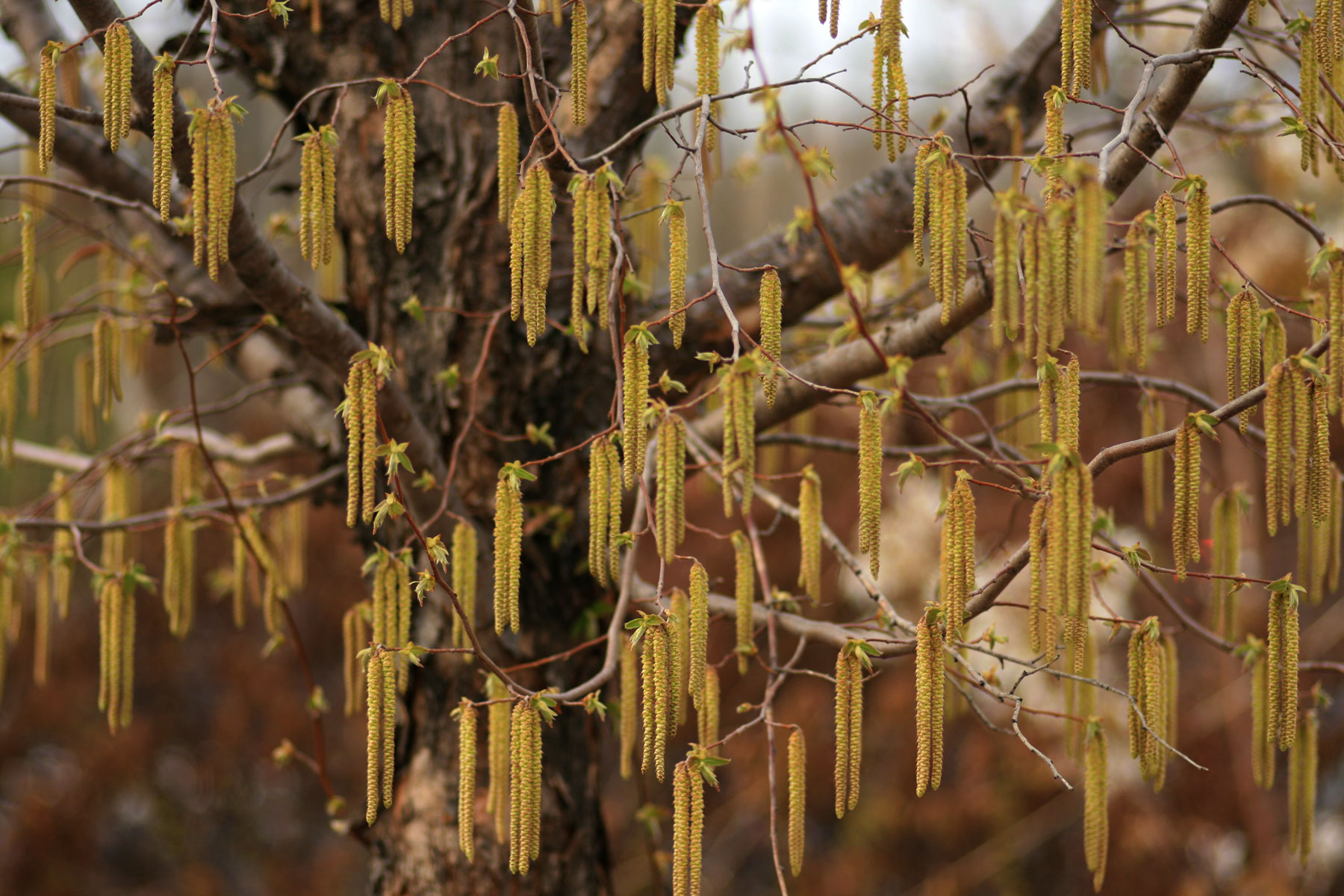
Samčí květenství

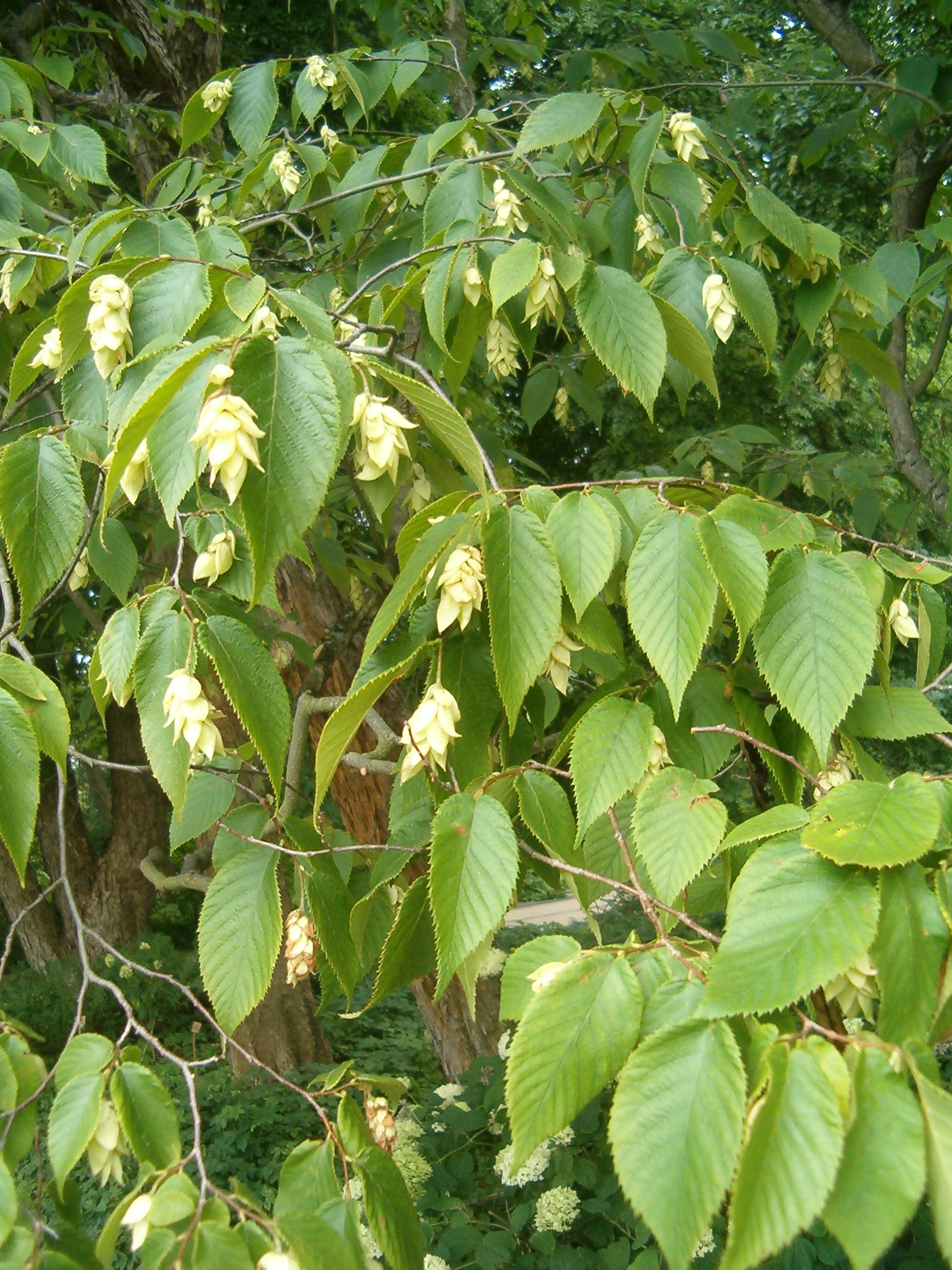
Samičí květenství

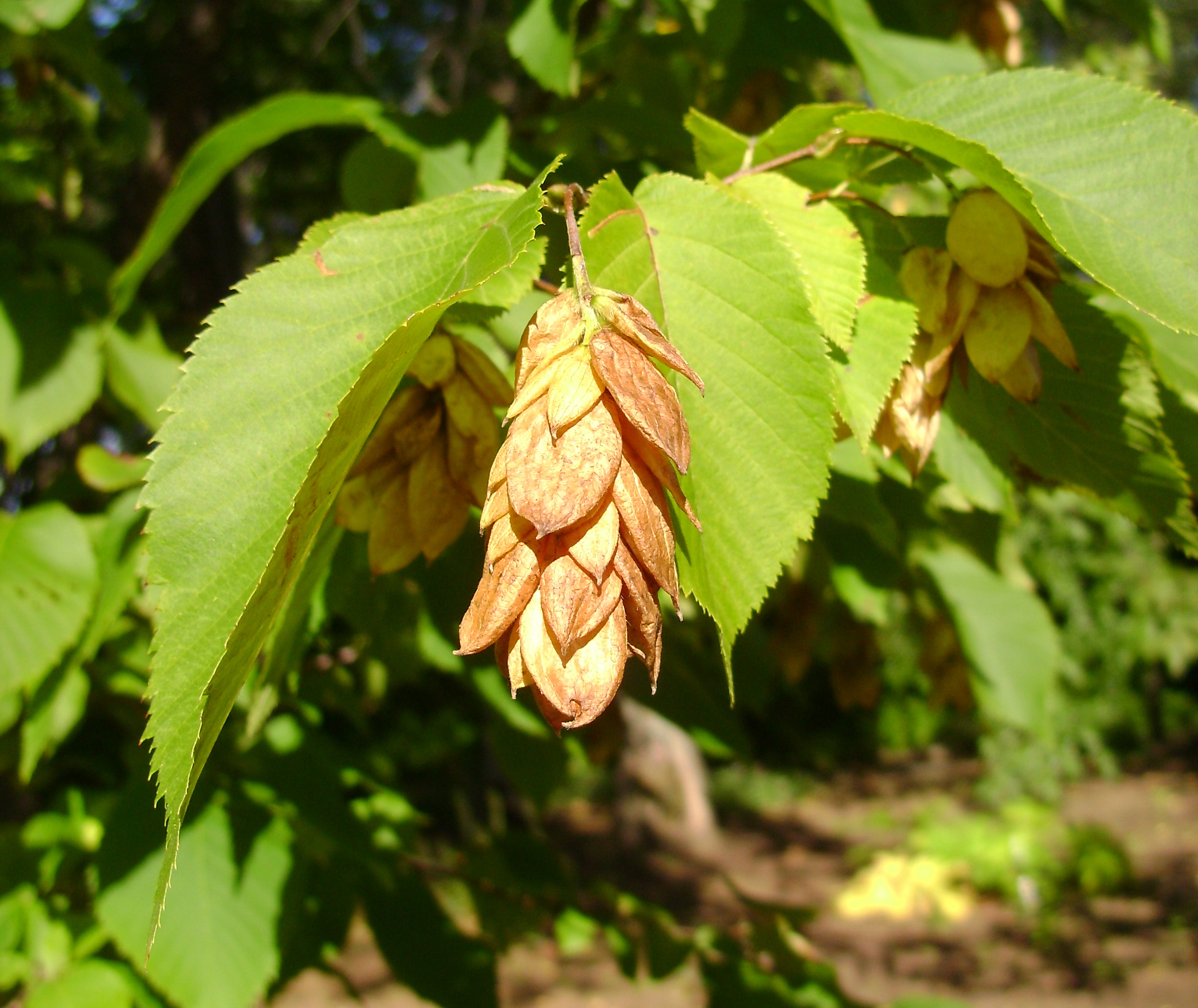
Zrající plodenství

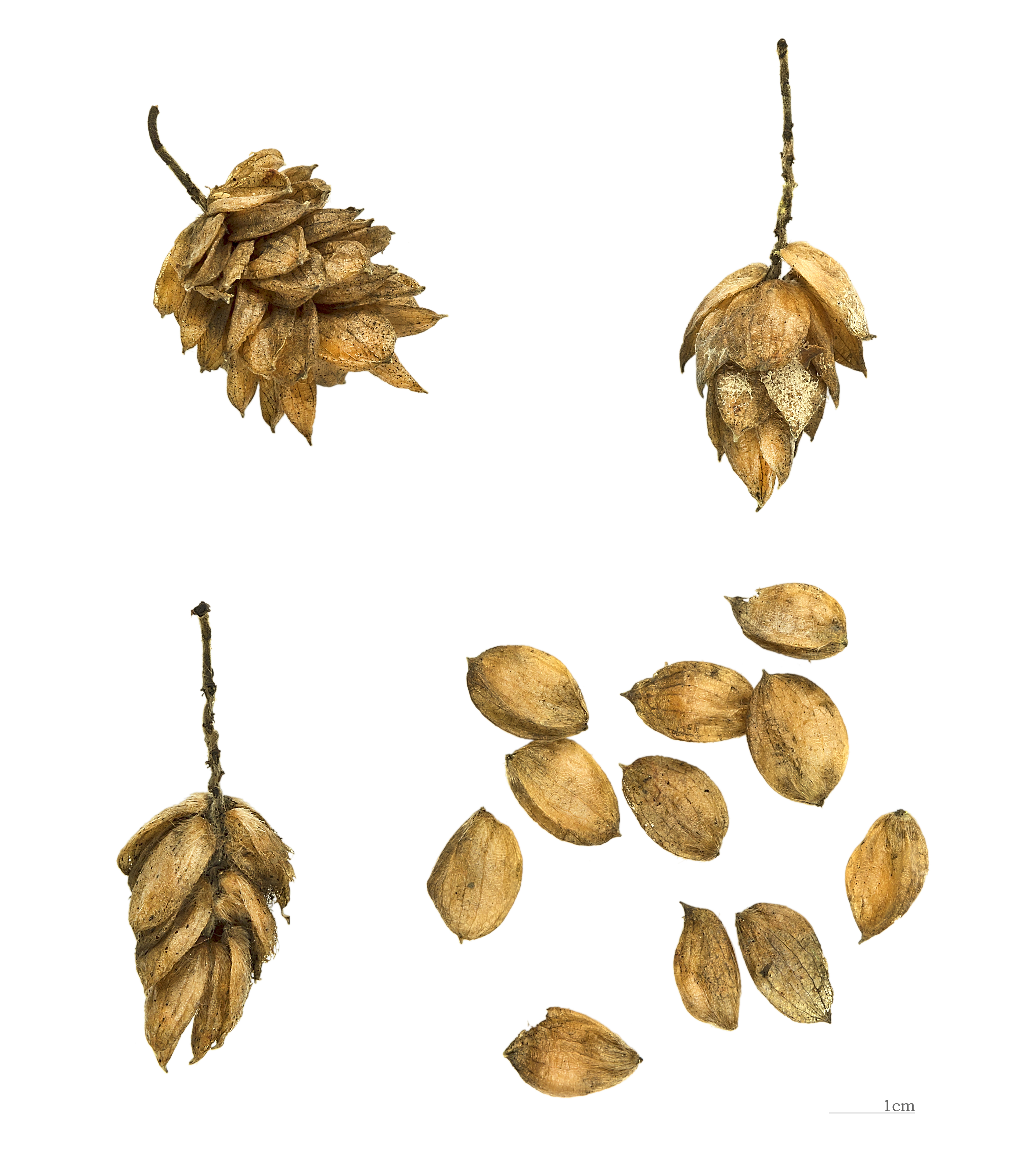
Plodenství a semena

Habrovec virginský (Ostrya virginiana) je nevysoký strom rostoucí v listnatých lesích na východě Severní Ameriky. Je opadavá, roztroušeně rostoucí dřevina vysoká nejvýše do 20 m, která je vzhledem podobná habru.

## Ekologie
Tento krátkověký strom roste v temperátním pásu, obvykle na místech s úrodnou půdou a dostatkem vláhy. Vyskytuje se v dobře odvodněných nivách velkých řek, zátokách, roklích a na svazích nižších pohoří. Roste převážně na územích, která nejsou vystavena častým lesním požárům, před kterými jsou tato chráněna vodní plochou, bažinou nebo údolní nivou, stejně jako na místech méně náchylných k ohni, v roklině nebo na strmém svahu, blízko potoka či řeky. Směrem k vyšším nadmořským výškám je méně hojný, vzácný bývá na suchých, obdobně jako na nejvlhčích místech v krajině.
Vyskytuje se v nadmořských výškách ne vyšších než 1500 m n. m. Nejvýše roste v Appalačském pohoří, nejnižší výška je dána netolerancí k záplavám. Roste v areálu se širokým rozptylem podnebí, v místech, kde bezmrazé období trvá 100 až 290 dnů, průměrná lednová teplota se pohybuje od -18 po +13 °C a červencová mezi 16 a 29 °C, roční srážky mívají velikost v rozmezí 460 až 1630 mm.
Samčí květy se začínají na čerstvých větvičkách vyvíjet již koncem léta. Na jaře jejich pyl dozrává a v době rašení listů je roznášen větrem na čerstvě dospělé květy samičí. V severních oblastech areálu dochází k opylení od poloviny května do poloviny června a v jižních od konce března do poloviny dubna, plody dozrávají s ohledem na podnebí v srpnu až říjnu. Dřeviny začínají plodit ve věku okolo 25 let.
Stromy mají pevné a pružné větve odolávající poškození větrem, sněhem i ledem. Nebývají napadány živočišnými škůdci ani jinými chorobami. Jsou ale citlivé na přítomnost oxidů síry, dusíku i chloru, proto se nevysazují do průmyslových oblastí. Habrovec virginský má počet chromozomů 2n = 16.

## Rozšíření
Druh roste převážně ve východní částech Kanady, Spojených států amerických a Mexika. Méně často se vyskytuje i jižněji ve Střední Americe, ve státech Guatemala, Hondurasu a Salvador. V Kanadě nejzápadněji zasahuje do Manitoby a nejvýchodněji do Quebeku a Nového Skotska. Ve Spojených státech je jeho areál ohraničen ze západu spojnicí mezi Severní Dakotou na severu a Texasem na jihu, z východu břehy Atlantského oceánu a Karibského moře. V Mexiku se vyskytuje ve vyšších polohách, kde je mírné podnebí a dostatek vláhy. Výskyt ve středoamerických státech je málo četný až ojedinělý.

## Popis
Opadavý strom, jemuž je uváděna nejvyšší výška 20 m, převážně však je většinou podstatně nižší. Nejčastěji dorůstá do 12 m a mívá největší průměr kmene jen okolo 30 cm, občas vyrůstá i jako keř. Kůra kmene a větví bývá šedohnědá až ocelové šedá, tenká a hladká, později se třepí do střapatých šupin a svislých proužků. Mladé větvičky jsou řídce chlupaté a rozlišené na dlouhé a krátké. Zimní pupeny jsou přisedlé, vejčité a na konci špičaté. Nejmohutnější exemplář tohoto druhu byl v roce 1976 nalezen v Michiganu, je to strom vysoký 22 m, s výčetní tloušťkou 91 cm a s korunou o rozpětí 27 m.
Listy vyrůstají na větvičkách ve dvou řadách, jsou krátce řapíkaté, dlouhé 8 až 10 cm a široké asi 4,5 cm. Jejich čepel je úzce vejčitá až podlouhle kopinatá, u báze zaoblená nebo klínovitá, na vrcholu náhle zahrocená a po obvodě dvojitě pilovitá. Oboustranně jsou listy řídce chlupaté a mají deset a více párů postranních žilek zpeřené žilnatiny. Palisty brzy opadávají.
Květy jsou jednopohlavné a jednodomé, jsou uspořádané v květenstvích jehnědách vyrůstající na koncích větviček. Jehnědy se samčími květy bývají dlouhé 2 až 5 cm, jsou převislé a rostou v malých hroznovitých shlucích, jejich květy jsou bez okvětí i listenců, mají po třech tyčinkách se štíhlými nitkami a s chlupatými prašníky rozdělenými vedví, po vyprášení pylu opadají. Jehnědy se samičími květy rostou jednotlivě, bývají vzpřímené a velké asi 1,5 cm, jejich květy mají vytrvalé listeny, semeník má dvěma pouzdra a v každém je po dvou vajíčkách, krátké čnělky nesou dvě čárkovité blizny.
Plody jsou 0,7 cm velké, vejčité, podélně žebernaté oříšky, často s neopadlou korunkou kališních lístků, jež jsou uzavřené v šišticovitém plodenství dlouhém 3,5 až 6,5 cm a širokém asi 2 cm. Každý oříšek je obalen v nafouklém vaku z membránovitého listenu, který je asi 2 cm velký a poskytuje semeni vztlak při roznášení větrem. Plodenství se rozpadá a uvolňuje zralé plody se semeny ještě na stromě.

## Rozmnožování
Semena mají dormanci, její překonání vyžaduje chladnou stratifikaci, proto klíčí až na jaře následného roku. Zhruba až 90 % semen je schopno vyklíčit, v praxi však jich vzklíčí jen asi polovina. Semenáč je schopen se uchytit i v konkurenci hustých travin i v plném stínu. Dřevina má také schopnost rašit z adventivních pupenů na pařezech po skácených nebo zraněných jedincích, množství pupenů se zvyšuje s výškou pařezů. U pařezů řezaných na úrovni terénu se jich opouští méně než ve 20 % případech, ve výšce 15 cm asi u 40 % a u pařezů 30 cm a vyšších se jich opouští až přes 80 %.

## Význam
Dřevo je téměř bílé až světle hnědé s jemnou sítí, je velmi tvrdé a těžké. Dříve se používalo pro výrobu předmětů vystavených dlouhodobému tření, včetně ližin saní, ráfků kol a vrtulí letadel, pro odolnost vůči vlhku je dále vhodné na plotové sloupky. Pro jeho tvrdost a pevnost se z něj zhotovují golfové hole, násady nástrojů, dřevěná madla i paličky k bubnům, dřevěné nádobí a další drobné užitné předměty. Strom nebývá dostatečně velký anepoužívá se pro zhotovení běžného řeziva. Dřevo má dobrou výhřevnost a používá se na topení.
Pomalý růst a malá velikost vynesly tomuto druhu časté hodnocení jako plevelný strom, zejména na jihu Spojených států. V porostech pěstovaných pro dřevo bývá diskriminován a v lesním hospodářství je větší zájem o jeho vymýcení než o zlepšení jeho růstu, komerčními lesními správci je považován za konkurenta výnosnějších druhů. Podle IUCN je přesto hodnocen jako málo dotčený taxon LC.
Jeho plody jsou preferovaným krmivem pro drobné savce i různé ptáky, kteří je také rozšiřují po okolí. Jeho pupeny bývají v průběhu mrazivé zimy a mladé listy na jaře potravou pro různou zvěř.